# Bigod's rebellion
Bigod's rebellion var ett uppror av engelska katoliker mot Henrik VIII av England som ägde rum i Cumberland och Westmorland i England mellan januari och februari 1537. Det fick sitt namn efter sin ledare Sir Francis Bigod. 
Det utlöstes av det faktum att de löften som givits till de besegrade efter Pilgrimage of Grace året innan inte hade infriats. Efter att ha misslyckats med att inta Scarborough Castle och Hallam Hall 16 januari, och Kingston upon Hull tre dagar senare, splittrades och flydde upprorsarmén. 216 personer avrättades för sitt deltagande i upproret. 